# Матонтаун (Њујорк)
Матонтаун (енгл. Muttontown) град је у америчкој савезној држави Њујорк.

## Демографија
По попису из 2010. године број становника је 3.497, што је 85 (2,5%) становника више него 2000. године.
| Група             | 2000.         | 2010.         |
| Белци             | 2.662 (78,0%) | 2.485 (71,1%) |
| Афроамериканци    | 62 (1,8%)     | 56 (1,6%)     |
| Азијати           | 546 (16,0%)   | 795 (22,7%)   |
| Хиспаноамериканци | 78 (2,3%)     | 119 (3,4%)    |
| Укупно            | 3.412         | 3.497         |